# Алі Махіра
Махіра Алі Мохмед Алі Ель Данбукі (нар. 1 листопада 1997) — єгипетська футболістка. центральна півзахисниця національної збірної Єгипту.

## Клубна кар'єра
Футбольну кар'єру Алі Махіра розпочала в Канаді і в 2018 році приєдналася до команди «Оквілл Блю Девілз», що виступав в Лізі 1 Онтаріо (класифікується  як дивізіон третього рівня з регіональними підрозділами). 
10 червня 2018 року Алі Махіра забила cвій перший гол у своєму дебютному матчі проти «Вест Оттави». 
21 липня 2018 року вона забила п'ять голів в ворота «Дарбі» і допомогла своїй команді перемогти з рахунком — 11:0. 
11 серпня Алі Махіра забила ще чотири голи в грі проти «Аврори». 
Протягом свого першого сезону за «блакитних дияволів Оквіллу» вона зіграла 8 матчів в яких забила 16 голів. Один з них був визнаним «Кращій гол року» в лізі. 
31 травня 2019 року Алі Махіра зробила хет-трик в матчі проти «Норт Місіссога», а 23 червня — ще  чотири голи у ворота «ДеРо Юнайтед», в складі якого тоді виступала українська нападниця Ніколь Козлова. 
В 2019 році Алі Махіра забила  18 голів в 13-ти іграх регулярного сезону ліги, а потім ще один раз відзначилась забитим м'ячем в плей-оф. Ця результативність єгиптянки допомогла «Оквілл Блю Девілз» виграти чемпіонський титул. Алі Махіра разом із напарницею по команді Раною Хамді стали одними з перших жінок-єгиптянок, що виграли подібний трофей. 
В сезоне 2019—20 Алі Махіра виступала за єгипетський клуб «Аімз Академі» і стала найкращою гравчинею жіночої прем'єр-ліги Єгипту.
В 2021 році в складі «Ель Гуна» вона виграла перший жіночий Кубок Єгипту.
В серпні 2022 року Алі Махіра підписала контракт з клубом «Ваді Дегла». Вона разом з командою змогла пройти кваліфікацію до жіночої Ліги чемпіонів КАФ, зробивши дві результативні передачі в кваліфікаційному раунді. На груповій стадії африканської ліги чемпіонів для жінок «Ваді Дегла» потрапила в одну групу з командами: «Баєльса Квінз» (Нігерія), «ТП Мазембе Вумен» (ДР Конго) та «Мамелоді Сандаунз Ледіс» (ПАР). Алі Махіра відіграла в усіх трьох матчах, але її команда посіла останнє місце в групі.
В березні 2023 року Алі Махіра заключила контракт з жіночим футбольним клубом «Кривбас» з міста Кривий Ріг, який виступає в чемпіонаті України. Приєднатися до клубу в Україні єгипетська гравчиня змогда в середині травня. Презентація новачка команди відбувалась в день вишиванки, тому замість традиційної ігрової футболки тренер подарував Алі етнічну українську сорочку.
20 травня 2023 року коли в грі проти команди  «Маріуполь» рахунок вже був —4:0 на користь «Кривбаса», Алі Махіра вийшла на заміну замість Юсіз Сонкенг та забила гол в своєму першому ж дебютному матчі за нову команду.
6 вересня 2023 року в складі «Кривбаса» Алі Махіра брала участь в кваліфікаційному матчі Ліги чемпіонів УЄФА проти французького «Парижа», але вийти до групової стадії турніру її команді не вдалось.
11 жовтня 2023 року Алі Махіра забила гол в ворота «Житлобуду-1», а 4 листопада — в ворота «Динамо».
25 листопада 2023 року Алі Махіра вийшла в стартовому складі «Кривбасу» в фінальному матчі Кубку України  проти полтавської «Ворскли», але «Кривбас» програв той матч з рахунком 0:2.
В січні 2024 року в.о. головного тренера клубу Костянтин Фролов оголосив про те, що в зимове трансферне вікно «Кривбас» залишила велика група гравців, серед них була і Алі Махіра.
Алі Махіра приєдналася до ФК «Масар», що виступає у єгипетській жіночій Прем'єр-лізі. Разом з новою командою вона виграла бронзову медаль в Лізі чемпіонів КАФ серед жінок 2024 року
.

## Кар'єра в збірній
Махіра-Алі Елданбоукі представляла юнацьку та молодіжну збірну Єгипту на рівнях U16, U17 та U18.
Дебютувала в складі національної жіночої збірної Єгипту в 2016 році. Перший гол за команду забила в воторта збірної Лівії. 
Алі Махіра брала участь у кубку африканських націй.